# Yoshitoshi Tokugawa
Le baron Yoshitoshi Tokugawa (徳川 好敏) (24 juillet 1884 - 17 avril 1963) est un général de l'armée impériale japonaise qui fut l'un des pionniers de l'aviation militaire au Japon. Premier Japonais à obtenir un brevet de pilote de l'Aéro-Club de France, il est surnommé au Japon le « grand-père du vol ».

## Biographie
Yoshitoshi Tokugawa est le fils du comte Tokugawa Atsumori (1856–1924) (chef de la branche de Shimizu du clan Tokugawa). De par son père, il est le petit-neveu du dernier shogun, Tokugawa Yoshinobu. Mais alors que son père est fait comte en 1884, il renonce à son titre en 1899. Yoshitoshi sort diplômé de l'académie de l'armée impériale japonaise en 1903 en s'étant spécialisé dans le génie militaire.
En 1909, Tokugawa est envoyé comme attaché militaire en France pour étudier en particulier l'ingénierie aéronautique et les applications militaires des avions au combat. Il achète un biplan Farman III qu'il envoie au Japon par bateau. Le 19 décembre 1910, il réalise le premier vol réussi d'un avion à moteur au Japon sur le site actuel du parc Yoyogi, seulement sept ans après les frères Wright aux États-Unis. Le 5 avril 1911, Tokugawa est le pilote du vol inaugural du premier terrain d'aviation du Japon à Tokorozawa (en).
Tokugawa, avec le général Hino Kumazō, fait la promotion de la nouvelle technologie à l'État-major de l'armée impériale japonaise et participe à fonder le service aérien de l'Armée impériale japonaise.
Le 23 avril 1911, Tokugawa établi le record japonais en réussissant un vol de 48 miles pendant 1 heure 9 minutes et 30 secondes avec un Blériot.
Tokugawa commande le 2e bataillon aérien, puis le 1er, et le corps aérien de l'armée trois fois entre les années 1920 et les années 1930. En 1928, il est fait baron. Il devient directeur du département d'entrainement de l'école d'aviation de l'armée de Tokorozawa, puis commandant de la même école et de celle d'Akeno, et est plus tard attaché à l'État-major de l'armée impériale japonaise.
Il passe dans la réserve active et est rappelé pour commander l'école d'aviation de l'armée impériale en 1945, avant de se retirer définitivement.